# Anarchismo di libero mercato

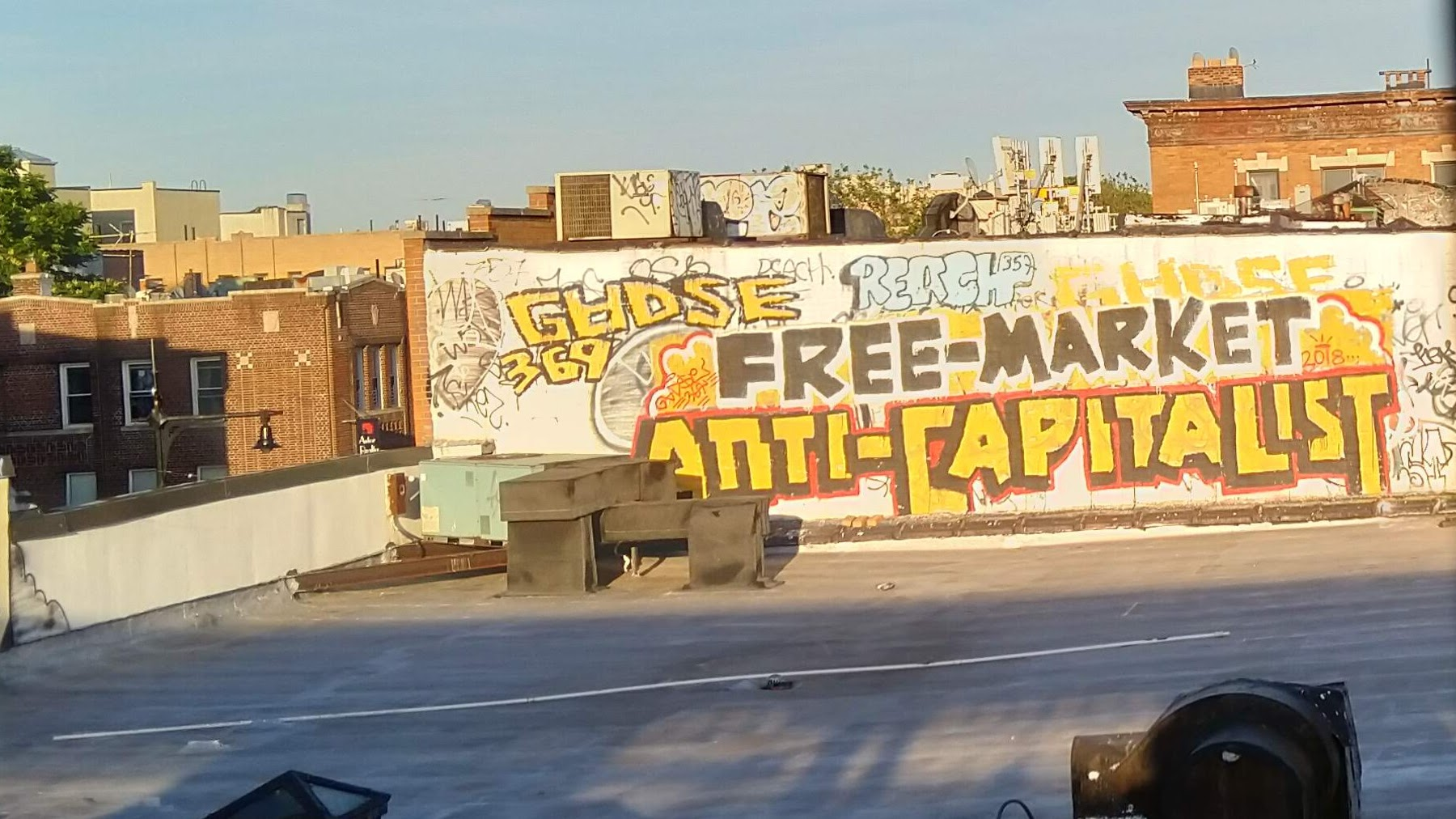
Murale anti-capitalista a favore del libero mercato nel Queens a New York

L'anarchismo di mercato, noto anche come anarchismo di libero mercato e anticapitalismo di libero mercato, è una corrente dell'anarchismo che sostiene un sistema economico di libero mercato basato su interazioni volontarie senza il coinvolgimento dello Stato. Una forma di anarchismo individuale e socialismo libertario, si basa sulle teorie economiche del mutualismo e dell'anarchismo individualista negli Stati Uniti.
L'agorismo di Samuel Edward Konkin III è un filone dell'anarchismo di mercato di sinistra che è stato associato al libertarismo di sinistra. L’anarcocapitalismo, più legato a istanze di destra e liberali classiche, sviluppato dall'economista americano Murray Rothbard, è considerato un sinonimo di anarchismo di libero mercato.

## Teoria
Secondo lo studioso libertario Sheldon Richman, i libertari di sinistra "favoriscono la solidarietà dei lavoratori nei confronti dei padroni, sostengono l'occupazione abusiva dei poveri nel governo o nelle proprietà abbandonate e preferiscono che i privilegi aziendali vengano abrogati prima delle restrizioni normative su come tali privilegi possono essere esercitati", vedendo Walmart come un "simbolo di favoritismo aziendale" che è "sostenuto da sussidi autostradali ed eminent domain (espropriazione per pubblica utilità)", vedendo "con sospetto la personalità fittizia della società a responsabilità limitata" e "dubitando che le fabbriche sfruttatrici del Terzo Mondo sarebbero la "migliore alternativa" in assenza di manipolazione da parte del governo". Questi libertari di sinistra "tendono a rifuggire la politica elettorale, avendo poca fiducia nelle strategie che funzionano attraverso il governo. Preferiscono sviluppare istituzioni e metodi alternativi di lavoro attorno allo Stato".
Gli Studies in Mutualist Political Economy di Kevin Carson hanno contribuito a stimolare la crescita del mutualismo di nuovo stile, articolando una versione della teoria del lavoro socialmente necessario che incorpora idee tratte dalla scuola austriaca di economia. Altri libertari di sinistra orientati al mercato hanno rifiutato di abbracciare la visione mutualistica della proprietà immobiliare, pur condividendo l’opposizione mutualistica alle gerarchie aziendali e alla concentrazione della ricchezza.
Gary Chartier si è unito a Kevin Carson, Charles W. Johnson e altri nel sostenere che, a causa della sua eredità e dei suoi obiettivi e potenzialità di emancipazione, l’anarchismo radicale di mercato dovrebbe essere visto dai suoi sostenitori e da altri come parte della tradizione socialista e che gli anarchici di mercato possono e dovrebbero chiamarsi socialisti.
Roderick T. Long è un sostenitore della "costruzione della solidarietà dei lavoratori. Da un lato, ciò significa un'organizzazione formale, compresa la sindacalizzazione – ma non sto parlando del modello prevalente di "sindacati aziendali", [...] ma veri sindacati, quelli vecchio stile, impegnati con la classe operaia e non solo con i membri del sindacato, e interessati all'autonomia dei lavoratori, non al clientelismo del governo".